# Henri Silberman
Henri Silberman (ur. 1951 w Paryżu) – amerykański artysta fotograf, specjalizuje się w fotografowaniu krajobrazu miejskiego, szczególnie Nowego Jorku.
Od dzieciństwa, które spędził w Brooklynie, był zafascynowany fotografią. Do jego najbardziej znanych dzieł należą fotografie Nowego Jorku, a szczególnie Mostu Brooklińskiego, dolnego Manhattanu, zachodu słońca nad South Street, nieistniejących już dwóch biurowców World Trade Center, księżyca nad Manhattanem, nieba nad Manhattanem.